# اسوالدو زوبلدیا
اسوالدو زوبلدیا (اسپانیایی: Osvaldo Zubeldía‎؛ ۲۴ ژوئن ۱۹۲۷ – ۱۷ ژانویهٔ ۱۹۸۲) بازیکن فوتبال اهل آرژانتین بود.

## باشگاهی
از باشگاه‌هایی که در آن بازی کرده‌است می‌توان به باشگاه فوتبال بوکا جونیورز، باشگاه فوتبال بانفیلد، و باشگاه فوتبال ولز سارسفیلد اشاره کرد.

## تیم ملی
وی همچنین در تیم ملی فوتبال آرژانتین بازی کرده‌است.